# Винкельбах (приток Буркельсбаха)
Ви́нкельбах (нем. Winkelbach) — небольшая река на западе Германии.
Протекает по земле Рейнланд-Пфальц, неподалёку от города Мандерн.
Площадь бассейна реки составляет 8,893 км². Общая длина реки — 1,59 километра. Высота истока составляет 482 м, высота устья — 422 м.